# Catalizzatori di Ziegler-Natta

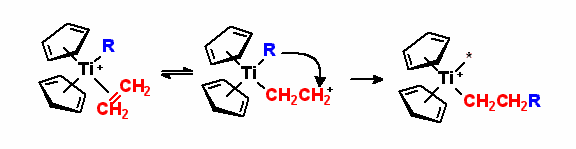
Meccanismo di polimerizzazione con un catalizzatore di Ziegler-Natta

I catalizzatori di Ziegler-Natta sono un'ampia classe di catalizzatori capaci di orientare selettivamente la stereochimica delle reazioni di polimerizzazione degli 1-alcheni (α-olefine), consentendo di ottenere polimeri isotattici o sindiotattici, secondo la reazione:
n CH2=CHR  →  -[CH2-CHR]n-
La loro scoperta fruttò a Giulio Natta e Karl Ziegler il Premio Nobel per la chimica nel 1963.

## Preparazione
I catalizzatori di Ziegler-Natta sono sistemi ottenuti dalla reazione di due componenti:
- un derivato, spesso un alogenuro, di un metallo di transizione compreso tra il IV e l'VIII gruppo del sistema periodico (ad esempio Ti, Zr, V, Nb, Cr, Mo, Co, Ni);
- un derivato alchilico, arilico o idrurico di un metallo non di transizione (ad esempio Li, Be, Mg, Al, Sn).

Dalla scelta dei due reattivi e dalle loro proporzioni dipende la reattività e la specificità del catalizzatore ottenuto; ad esempio il sistema formato da alogenuri di titanio e alluminio-alchili catalizza la formazione di polipropilene isotattico.
Tra i derivati dell'alluminio utilizzati per la preparazione dei catalizzatori di Ziegler-Natta si annoverano il metilalluminossano (MAO, di formula [CH3AlO]n)) e il trietilalluminio (C2H5)3Al.